# Wanda Galicka
Wanda Stanisława Galicka – polska biolog, profesor nauk biologicznych.

## Życiorys
W 1969 r. ukończyła studia biologiczne na Uniwersytecie Łódzkim, w 1981 r. obroniła pracę doktorską, w 1996 r. habilitowała się na podstawie pracy zatytułowanej Limnologiczna charakterystyka nizinnego zbiornika zaporowego na Pilicy w latach 1981-1993. W 2002 r. otrzymała tytuł profesora nauk biologicznych.
Była pracownikiem naukowym na Uniwersytecie Łódzkim.

## Odznaczenia
- Złoty Krzyż Zasługi (2005)[4]